# Otis Air National Guard Base

i7
i11
i13
Die Otis Air National Guard Base (IATA-Code: FMH, ICAO-Code: KFMH) ist ein Militärflugplatz auf der Halbinsel Cape Cod im US-Bundesstaat Massachusetts.

## Geschichte
Der Flugplatz wurde 1938 eröffnet und zu Ehren des Piloten Frank Otis benannt, der im Jahr  1937 beim Absturz seines Flugzeugs ums Leben kam.
Der Flugplatz gehörte im Kalten Krieg zu den wichtigsten Stützpunkten der Air Force im Rahmen der Luftverteidigung gegen sowjetische Bomber aus dem Atlantik. Nach dem Kalten Krieg sollte die Basis im Jahr 2005 geschlossen werden und die verbliebenen Einheiten zum Westfield-Barnes Regional Airport verlagert werden, stattdessen wurde die Basis dem Air National Guard unterstellt und dient somit als Reserve, daneben sind auch einige Einheiten der US-Küstenwache weiter hier stationiert. Während der Nutzungszeit des Space Shuttles war Otis ein möglicher Landeplatz für den Fall eines Startabbruchs.
Bei den Terroranschlägen am 11. September 2001 starteten zwei F-15 von Otis, flogen jedoch über dem Atlantik und fanden so die entführten Flugzeuge nicht.
Auf der Base war ab Mai 2022 bis April 2023 Jack Teixeira, ein US-amerikanischer Angehöriger der Air National Guard im Range eines Airman First Class und als IT-Instandhalter bei der 102nd Intelligence Wing stationiert. Im April 2023 wurde Teixeira beschuldigt, gegen das Spionagegesetz verstoßen zu haben, nachdem er Hunderte von geheimen US-Dokumenten auf einem Discord-Server veröffentlicht hatte.

## Zwischenfälle
- Am 25. Mai 1958 explodierte in einer Lockheed L-1049/RC-121D Super Constellation der United States Air Force (USAF) (Luftfahrzeugkennzeichen 55-0123) auf der Otis Air National Guard Base der fehlerhaft gefüllte Rumpftank. Das Flugzeug fing Feuer, aber alle 15 Besatzungsmitglieder konnten rechtzeitig evakuiert werden.[2]

- Am 11. Juli 1965 geriet an einer Lockheed L-1049/EC-121H Super Constellation der United States Air Force (USAF) (55-0136) das Triebwerk Nr. 3 (rechts innen) in Brand, gefolgt von einem Ausfall des Triebwerks Nr. 2 (links innen). Die Maschine war von der Otis Air National Guard Base gestartet. Mit einem weiter brennenden Motor Nr. 3 wurde eine Notwasserung 160 Kilometer von Nantucket entfernt durchgeführt, wobei der Rumpf in drei Teile zerbrach und ein Teil einer Tragfläche sich löste. Von den 19 Besatzungsmitglieder kamen 16 ums Leben.[3]

- Am 11. November 1966 stürzte eine Lockheed L-1049/EC-121H Super Constellation der United States Air Force (USAF) (55-5262), die von der Otis Air National Guard Base gestartet war, 200 Kilometer östlich von Nantucket ins Meer. Der Flug war fortgesetzt worden, obwohl schon frühzeitig Probleme mit zuerst einem, dann einem zweiten Triebwerk aufgetreten waren. Alle 19 Besatzungsmitglieder kamen ums Leben.[4]

- Am 25. April 1967 meldete die Besatzung einer Lockheed L-1049/EC-121H Super Constellation der United States Air Force (USAF) (53-0549) acht Minuten nach dem Start von der Otis Air National Guard Base einen Brand im Triebwerk Nr. 3 (rechts innen). Die versuchte Rückkehr zur Basis misslang, stattdessen stürzte die Maschine 1,6 Kilometer südlich von Nantucket Island ins Meer. Von den 16 Besatzungsmitgliedern kamen 15 ums Leben.[5]

- Am 24. Januar 1969 wurde eine Lockheed L-1049/EC-121R Super Constellation der United States Air Force (USAF) (67-21476) bei der Landung auf der Otis Air National Guard Base irreparabel beschädigt. Personen kamen nicht zu Schaden.[6]